# 北极柳
北极柳（学名：Salix arctica）为杨柳科柳属的植物。分布在北美洲、欧洲、远东地区以及中国大陆的新疆等地，生长于海拔2,000米至2,800米的地区，常生长在高山冻原。